# Béthencourt-sur-Mer
Béthencourt-sur-Mer település Franciaországban, Somme megyében. Lakosainak száma 897 fő (2022. január 1.). Béthencourt-sur-Mer Yzengremer, Allenay, Méneslies, Saint-Quentin-la-Motte-Croix-au-Bailly és Tully községekkel határos.

## Népesség
A település népességének változása:
| Lakosok száma | 1033 | 992  | 980  | 968  | 958  | 942  | 927  | 912  | 897  |
|               | 2013 | 2015 | 2016 | 2017 | 2018 | 2019 | 2020 | 2021 | 2022 |